# William Reed (Gouverneur)
William Reed (* um 1670; † 11. Dezember 1728 im heutigen Camden County, North Carolina) war ein britischer Kolonialgouverneur der Province of North Carolina.

## Lebenslauf
Die frühen Jahre von William Reed liegen im Dunkeln. Sein Geburtsort sowie sein genaues Geburtsdatum sind nicht überliefert. Möglicherweise wurde er in England geboren. Im Jahr 1711 lebte er bereits in North Carolina und 1712 wurde er Mitglied im kolonialen Regierungsrat (Council). Um 1715 wurde er Kirchenältester eines Kirchenbezirks der Church of England. 1719 wurde er vom damaligen Kolonialgouverneur Charles Eden, zusammen mit zwei anderen Personen, mit der Ausarbeitung eines Planes zur Festlegung der Nordgrenze zur benachbarten Kolonie Virginia betraut. Der Grenzverlauf war seit langem zwischen den beiden Kolonien umstritten und Gouverneur Eden strebte damals eine dauerhafte Lösung des Problems an. Allerdings ließ die angestrebte endgültige Lösung noch bis 1729 auf sich warten. Nach dem Tod von Gouverneur Eden wurde zunächst mit Unterstützung Reeds Thomas Pollock zu dessen Nachfolger ernannt. Dieser übte das Amt dann ab dem 30. März 1722 bis zu seinem Tod am 30. August desselben Jahres aus. Nach seinem Tod folgte ihm William Reed, der zu dieser Zeit Präsident des Regierungsrats war, als kommissarischer Gouverneur nach.
Reed bekleidete sein Amt zwischen dem 7. September 1722 und dem 15. Januar 1724. Während seiner Amtszeit und auch noch danach, als er wieder Präsident des Regierungsrats war, gab es um seine Person juristische Auseinandersetzungen. Ihm wurden verschiedene Verfehlungen vorgeworfen. Darüber hinaus scheint er in seinem Auftreten etwas herrisch und arrogant gewesen zu sein. Außerdem geriet er in Konflikt mit anderen Kolonialgouverneuren. Den seit 1725 in North Carolina amtierenden Gouverneur Richard Everard, den Reed ursprünglich unterstützt hatte, denunzierte er kurz vor seinem Tod in einem offiziellen Schreiben an den damaligen britischen König George II. Viel bewirkt scheint er aber damit nicht zu haben, denn Everard blieb noch über zwei Jahre nach Reeds Tod Gouverneur der Province of North Carolina, wenngleich auch er nicht unumstritten war. William Reed starb am 11. Dezember 1728 im heutigen Camden County in North Carolina. Damals gehörte das Gebiet noch zum Pasquotank County.